# Списак држава без политичких партија
Ово је списак држава и зависних територија са сталним становништвом које не поседују никакве правне политичке партије. Неке имају опозиционе групе које раде тајно.
- Бахреин — Политичке партије су забрањене, али су политичка удружења дозвољена. Медији углавном ова удружења називају партијама.
- Божићно Острво
- Кокосова Острва
- Фолкландска Острва
- Гернзи
- Кувајт — Политичке партије нису легално признате, али политички блокови су дозвољени. Медији углавном ова удружења називају партијама.
- Норфок (острво)
- Оман — Политичке партије су забрањене.
- Пакистан — Политичке партије су забрањене у племенским подручјима под федералном управом.
- Палау
- Острва Питкерн
- Катар — Политичке партије су забрањене.
- Света Јелена, Асенсион и Тристан да Куња
- Саудијска Арабија — Политичке партије су забрањене.[1][2]
- Токелау
- Тувалу
- Уједињени Арапски Емирати — Политичке партије су забрањене.
- Ватикан